# Kryptopterus baramensis
Kryptopterus baramensis är en fiskart som beskrevs av Ng 2002. Kryptopterus baramensis ingår i släktet Kryptopterus och familjen malfiskar. Inga underarter finns listade i Catalogue of Life.